# Antu (Yanbian)
Antu (en chino:安图县, pinyin:Āntú xiàn) es un condado bajo la administración directa de la Prefectura autónoma de Yanbian. Se ubica en la provincia de Jilin , noreste de la República Popular China . Su área es de 7444 km² y su población total para 2010 fue de +200 mil habitantes.

## Administración
El condado de Antu se divide en 9 pueblos que se administran en 7 poblados y 2 villas.